# مارچلو واسکونسلوس

مارچلو واسکونسلوس (پرتغالی: Marcelo Vasconcelos) دیپلمات، و سیاست‌مدار اهل برزیل است. وی سفیر برزیل در آنگولا است.